# Charles Gorrie Wynne
Charles Gorrie Wynne (18 mai 1911 - 1er octobre 1999) est un concepteur d'optique anglais, une figure importante dans la conception de lentilles optiques.

## Biographie
Il est né à Leicester et fait ses études à la Wyggeston Grammar School for Boys et à l'Exeter College d'Oxford, où ses études sont interrompues par la tuberculose. Il commence à travailler dans une entreprise locale de fabrication de lentilles, Taylor, Taylor et Hobson de Leicester. En 1943, il part pour travailler chez Wray (Optical Works) dans le Kent, où il reste jusqu'en 1960, concevant une large gamme de systèmes optiques importants. En 1960, il rejoint la section technique d'optique de l'Imperial College de Londres en tant que directeur de l'Optical Design Group, poste qu'il occupe jusqu'en 1978. Pendant son séjour, lui et plusieurs collègues créent la société IC Optical Systems pour fabriquer des instruments optiques scientifiques spécialisés, qui quitte finalement l'université pour devenir une société indépendante. En 1978, il quitte l'Imperial College pour travailler sur la conception de télescopes à l'Observatoire de Greenwich, avant de rejoindre en 1987 l'Institut d'astronomie de l'Université de Cambridge.
Il est élu membre de la Royal Society en 1970. Il reçoit la Médaille et Prix Jeune en 1971, la Médaille Rumford en 1982 et la Médaille d'or de la Royal Astronomical Society en 1988.
Il est mort à Cambridge en 1999. Il est marié avec 3 enfants.